# سیارک ۱۷۹۰۴
سیارک ۱۷۹۰۴ (به انگلیسی: 17904 Annekoupal، نامگذاری:1999FW30) هفده هزار و نهصد و چهارمین سیارک کشف شده‌است که در ۱۹ مارس ۱۹۹۹ کشف شد.
قدر مطلق سیارک برابر ۱۲.۳ است.